# Concerti brandeburghesi

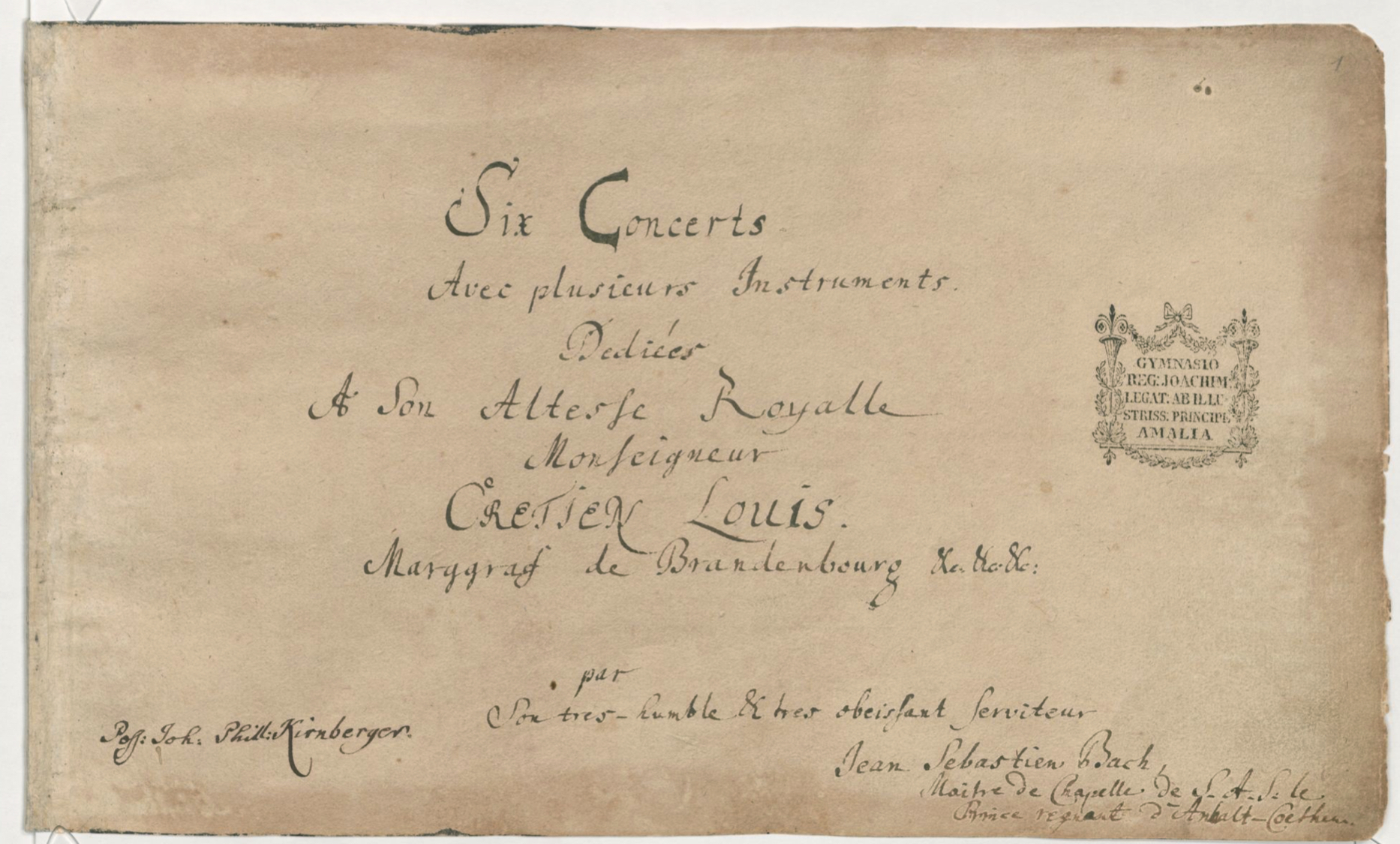
Frontespizio dell'opera

I cosiddetti concerti brandeburghesi sono sei concerti composti da Johann Sebastian Bach nel periodo che trascorse a Köthen, ducato della Sassonia, dal 1717 al 1723. Essi furono dedicati al margravio Cristiano Ludovico di Brandeburgo-Schwedt il 24 marzo 1721.
Bach adottò per queste opere la dicitura in francese di Concerts avec plusieurs instruments (che può essere quindi considerato il titolo ufficiale del lavoro).
La denominazione attuale di "concerti brandeburghesi" è stata stabilita da Spitta, per via della loro destinazione. Il manoscritto bachiano non fu probabilmente mai eseguito nella sede del margravio, ma archiviato accanto ad altre 77 opere distribuite poi tra i cinque eredi. Fu solo nel 1850 (anno del centenario della morte di Bach) che l'opera fu finalmente resa pubblica per i tipi dell'editore Peters di Lipsia. Bach era consapevole del fatto che queste composizioni non sarebbero state eseguite, sia per la carenza dell'organico di corte, sia per la particolare difficoltà della partitura; questo lo si evince dalla minor cura con cui il manoscritto fu redatto.

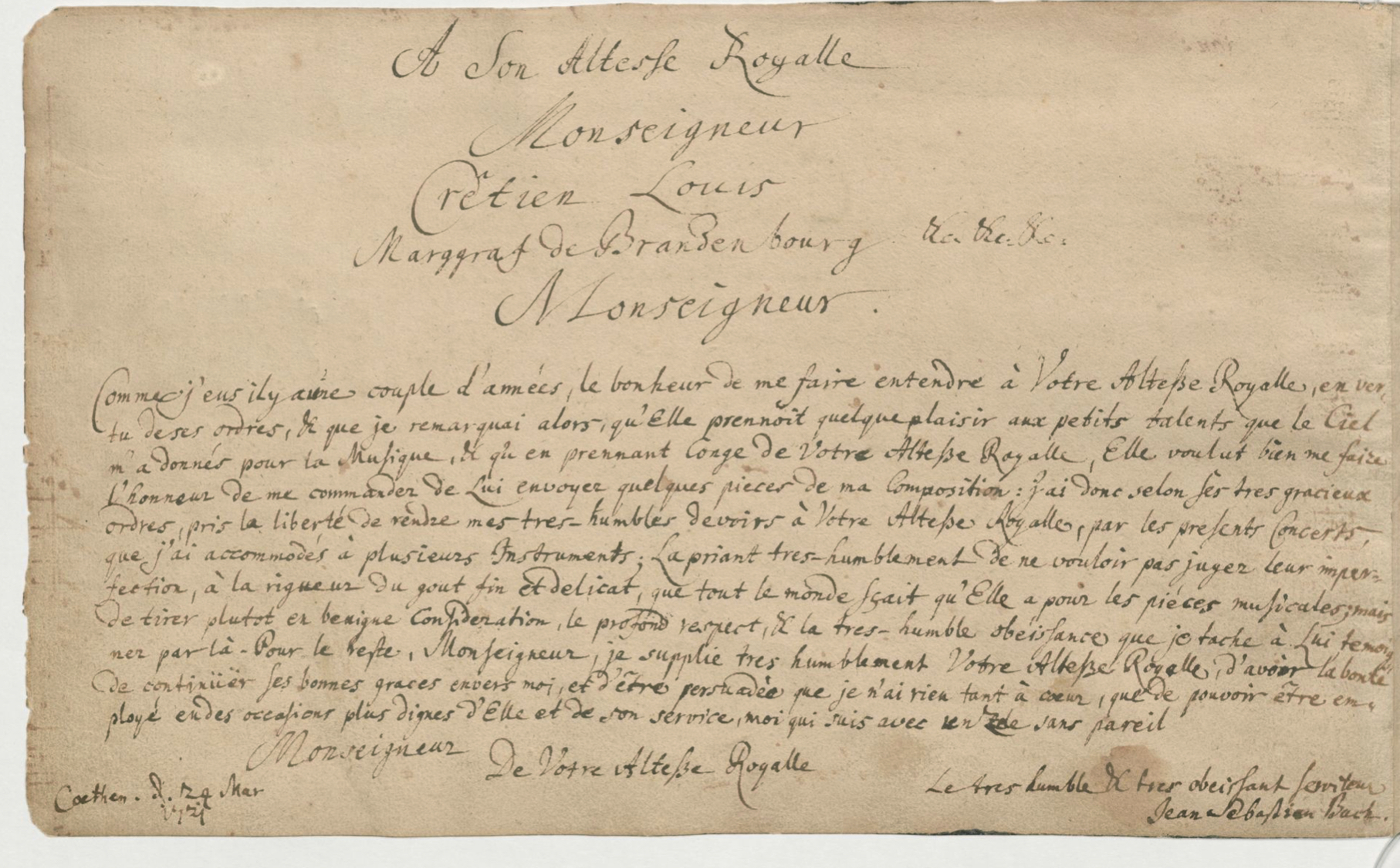
La dedica dei Concerti scritta in francese

Il compositore intendeva fornire agli esecutori una sorta di "campionario" (il termine è di A. Basso) di stilemi virtuosistici di alto livello, e scrisse quindi ogni concerto per i principali strumenti del tempo: due sono per ottoni (corno da caccia e tromba), due sono per flauti (dolce e traverso) e due per i principali strumenti per musica da camera (tastiera - in questo caso clavicembalo - ed archi).

## Schema dei Concerti
Tra i sei concerti si può notare una sensibile differenza, sia nell'organico strumentale che nell'articolazione dei movimenti, che soprattutto nella concezione dello stile. Da un'analisi comparativa delle reciproche forme si può ricavare il seguente schema:
| Concerto N.     | Tonalità            | Organico strumentale | Tempi                                                                   | Strumenti principali                           |
| --------------- | ------------------- | --- | ----------------------------------------------------------------------- | ---------------------------------------------- |
| N. 1 - BWV 1046 | Fa maggiore         | - 2 Corni da caccia - 3 Oboi - Fagotto - Violino piccolo concertato - Violino I, II - Viola - Violoncello - Violone - Continuo | 1. [Allegro] 2. Adagio 3. Allegro 4. Minuetto, Trio I, Polacca, Trio II | Corni, Oboi, Fagotto, Violino piccolo          |
| N. 2 - BWV 1047 | Fa maggiore         | - Tromba - Flauto [dolce] - Oboe - Violino concertato - Violino I, II - Viola - Violoncello e Cembalo all'unisono - Violone    | 1. [Allegro] 2. Andante 3. Allegro assai                                | Tromba, Flauto dolce, Oboe, Violino Concertato |
| N. 3 - BWV 1048 | Sol maggiore        | - Violino I, II, III - Viola I, II, III - Violoncello I, II, III - Violone e Continuo                                          | 1. [Allegro] 2. Adagio (cadenza) 3. Allegro                             |                                                |
| N. 4 - BWV 1049 | Sol maggiore        | - Violino principale - Flauto in eco I, II (Flauti dolci) - Violino I, II - Viola - Violoncello - Violone - Continuo           | 1. Allegro 2. Andante 3. Presto                                         | Violino principale, Flauti dolci               |
| N. 5 - BWV 1050 | Re maggiore         | - Flauto traverso - Violino principale - Violino di ripieno - Viola di ripieno - Violoncello - Violone - Cembalo concertante   | 1. Allegro 2. Affettuoso 3. Allegro                                     | Flauto traverso, Violino, Cembalo              |
| N. 6 - BWV 1051 | Si bemolle maggiore | - Viola da braccio I, II - Viola da gamba I, II - Violoncello - Violone - Continuo                                             | 1. [Allegro] 2. Adagio ma non tanto 3. Allegro                          |                                                |

## Discografia essenziale
- Gustav Leonhardt, Brandenburg Concertos, 2 CD, insieme a Frans Brüggen, Anner Bijlsma, Sigiswald Kuijken, Lucy van Dael, Wieland Kuijken, Bob van Asperen, Seon (registrazione del 1977)
- Otto Klemperer, Brandenburg concertos, 2 CD, con Philharmonia Orchestra, EMI Classics
- Trevor Pinnock, Concerti brandeburghesi, 2 CD, con The English Concert, Archiv Produktion
- Pablo Casals, The Brandenburg Concertos, 2 CD, con Marlboro Festival Orchestra, Sony Classical
- Reinhard Goebel, Concerti brandeburghesi, 2 CD, con Musica Antiqua Köln, Archiv Produktion
- Herbert Karajan, Brandenburgische Konzerte, Berliner Philharmoniker, Deutsche Grammophon
- I Musici, The 6 Brandenburg concertos, 2 CD, Philips Classics
- Cafè Zimmermann, Concerts avec plusieurs instruments, 4 CD, Alpha Productions
- Karl Richter, Concerti brandeburghesi, 2 CD, Münchener Bach-Orchester, Archiv Produktion
- Nikolaus Harnoncourt, Brandenburg Concertos Nos. 1-6, Suites Nos. 2 & 3, 2 CD, con Concentus Musicus Wien, Teldec
- Claudio Abbado, Brandenburg Concertos 1-6, Orchestra Mozart (Giuliano Carmignola I violino)
- Giovanni Antonini, Brandenburg Concertos 1-6, Il Giardino Armonico, 2 CD, Teldec 1997 (TELDEC 4509-98442-2)
- Christopher Hogwood, Brandenburg Concertos, Academy of Ancient Music, 2 CD, L'Oiseau-Lyre
- Richard Egarr, Brandenburg Concertos, Academy of Ancient Music, 2 CD, Harmonia Mundi
- Jan Willem de Vriend, Brandenburg Concertos, con Combattimento Consort Amsterdam, 2 CD, Bona Nova.